# Drenovci (Kosjerić)
Drenovci (em cirílico: Дреновци) é uma vila da Sérvia localizada no município de Kosjerić, pertencente ao distrito de Zlatibor. A sua população era de 357 habitantes segundo o censo de 2011.

## Demografia
| 1948 | 1953 | 1961 | 1971 | 1981 | 1991 | 2002 | 2011 |
| ---- | ---- | ---- | ---- | ---- | ---- | ---- | ---- |
| 746  | 788  | 748  | 776  | 656  | 544  | 395  | 357  |